# 尤斯利·纳斯尔拉
尤斯利·纳斯尔拉（阿拉伯语：‎，羅馬化：Yousry Nasrallah，1952年7月26日—）是一名埃及电影导演。

## 履历
纳斯尔拉出生于开罗的一个科普特教会家庭。他毕业于开罗大学的经济学与政治学专业。1978年至1982年，纳斯尔拉在贝鲁特担任影评人和导演助理，后来他成为埃及著名导演尤赛夫·夏因的助手。
纳斯尔拉的电影作品主题多涉及左翼、伊斯兰原教旨主义和海外侨民。其2012年的作品《战斗之后》曾被提名为2012年戛纳电影节金棕榈奖的候选。

## 电影
- 夏日窃贼（1985）
- 梅赛德斯（1993）
- 男孩，女孩和面纱（1995）
- 麦地那（1999）
- 阳光之门（英语：The Gate of Sun）（2003）
- 水族馆（2008）
- 给我讲故事（英语：Scheherazade Tell Me a Story）（2009）
- 战斗之后（英语：After the Battle (film)）（2012）
- 小溪、草地和可爱面庞（2016）

## 拓展阅读
- Benjamin Geer, "Yousry Nasrallah: The Pursuit of Autonomy in the Arab and European Film Markets in: Josef Gugler (ed.), Ten Arab Filmmakers: Political Dissent and Social Critique, Indiana University Press, 2015, ISBN 978-0-253-01644-7, pp. 142-164